# Umarali Rakhmonaliev
Umarali Rakhmonaliev, né le 18 août 2003, est un footballeur ouzbek qui joue au poste de milieu défensif au Sabah FC, en prêt du Rubin Kazan.

## Biographie

### Carrière en club
Né en Ouzbékistan, Umarali Rakhmonaliev est formé par le FK Bunyodkor, où il commence sa carrière professionnelle en championnat d'Ouzbékistan. Il joue son premier match avec l'équipe première du club le 13 août 2021, lors d'un match contre le Metallurg.
En août 2022, le FK Rubin Kazan annonce la signature de Rakhmonaliev, qui passera le reste de la saison dans le club ouzbek, avant de rejoindre le club de Kazan au terme de son contrat,. A son arrivée avec le club tatar, il s'illustre rapidement en marquant un but en match amical contre le Navbahor Namangan,.

### Carrière en sélection
Déjà international avec les moins de 19 ans, Umarali Rakhmonaliev est convoqué en équipe d'Ouzbékistan des moins de 20 ans pour participer au Coupe d'Asie des moins de 20 ans qui a lieu en janvier et mars 2023. Capitaine de l'Ouzbékistan, Rakhmonaliev remporte la compétition après sa victoire face à l'Irak (1-0), dont il marque le seul but,,.

## Palmarès
Ouzbékistan -20 ans
- Championnat d'Asie
  - Champion en 2023